# マグダレーナ・コジェナー
マグダレーナ・コジェナー（Magdalena Kožená, 1973年5月26日 - ）はチェコスロバキア出身の著名なメゾソプラノ歌手。ブルノ出身。

## 経歴・人物
6歳から14歳まで児童合唱団に参加。バロック音楽から現代音楽まで幅広い合唱曲に触れる。その後、ブルノ音楽院（ピアノ科受験予定だったが、直前に怪我をしたため急遽声楽科に変更した）とブラチスラヴァ舞台芸術大学に学ぶ。1995年に大学卒業後、1996年から1997年までウィーン・フォルクスオーパーの一員となる。
国際的な活躍は、バッハのアリアをアルヒーフで録音したCDが高く評価されたことがきっかけである。
有名な曲だけでなく、ボフスラフ・マルティヌーやヨゼフ・ミスリヴェチェクといった、あまり知られていない作曲家の曲も積極的に取り上げる。
言語に対する関心が高く、リサイタルでもレコーディングでも、多言語の曲を同時に取り上げて、いずれも見事に歌いこなすことで知られる。特にフランス語に関しては、自国語の発音に厳しいフランス人の間でも評価が高い。もっとも、チェコ出身の人にとってフランス語は難しいようで、著名な指揮者であり後に度々共演するようになるマルク・ミンコフスキの前で初めてグルックのオペラを歌った際には、「素晴らしい歌だ。だが、何を言っているのかサッパリ分からない」と言われてしまったという。
「プラハの春音楽祭」などのチェコ国内の音楽祭に出演するかたわら、世界中で演奏・録音活動に取り組み、現在ではオペラと歌曲の両面において、とりわけ古楽界にとって世界的に欠かせない存在となっている。
2003年、芸術文化勲章シュバリエを受章した。

## パーソナルライフ
2008年に指揮者のサイモン・ラトルと結婚し、2005年、2008年、2014年生まれの３人の子供がいる。

## 作品(CD)
- 1997年 Marc-Antoine Charpentier "Te Deum ・Messe De Minuit"
- 1997年 Johan Sebastian Bach "Arias" （チェコ国内版、国際版とは収録曲など若干異なる）
- 1998年 Jakub Jan Ryba: Pastorales / Czech Christmas Mass
- 1999年 Christoph Willibald Gluck "Armide“
- 1999年 Johann Sebastian Bach "Arias“(国際版）
- 1999年 G. F. Handel "Dixit Dominus"
- 2000年 Jean-Philippe Rameau "Dardanus"（2000年ディアパゾン賞〔フランス〕、2001年レコードアカデミー賞〔日本〕）
- 2000年 "Love Songs“(Dvorak, Janacek, Martinuの曲集）(2001年Gramophone Award）
- 2000年 Johann Sebastian Bach "Cantatas"(BWV 34,59,74,172)
- 2000年 G. F. Handel "Italian Cantatas“
- 2000年 Johann Sebastian Bach "Cantatas"(BWV 199,179,113)
- 2001年 G. F. Handel "Messiah"
- 2002年 "Le belle immagini“(Gluck, Mozart, Myslivecekの曲集）(2002年エコー賞）
- 2003年 Bach "Matthew Passion“
- 2003年 G. F. Handel "Giulio Cesare“ (2003ディアパゾン賞、レコードアカデミー賞〔日本〕）
- 2003年 "French Arias“ (Berlioz, Gounod, Offenbachの曲集)
- 2004年 "Songs“(Britten, Ravel, Respighi, Schulhoff, Shostakovichの曲集）
- 2005年 "Lamento“ (バッハファミリーの曲集）
- 2005年 Christoph Willibald Gluck "Paride ed Elena“
- 2006年 Wolfgang Amadeus Mozart "La clemenza di Tito“
- 2006年 "Enchantment"(2CD,VIDEO CLIPつき,児童合唱団時代やピアノを弾いている貴重な写真もブックレットに掲載)
- 2006年 Wolfgang Amadeus Mozart: Arias - 指揮サイモン・ラトル
- 2007年 "Ah! mio cor" (Handelのアリア集）